# Vita Olekszandrivna Szemerenko
Vita Olekszandrivna Szemerenko (ukránul: Віта Олександрівна Семеренко; Szumi, 1986. január 18. –) olimpiai és Európa-bajnok ukrán sílövő. Ikertestvére, Valentina „Valja” Szemerenko szintén olimpiai és Európa-bajnok sílövő.

## Sportpályafutása
2005-ben indult először nagy nemzetközi versenyen, az Európa-bajnokságon, ahol a váltóval a dobogó harmadik fokán végzett. 2008-ban és 2009-ben a váltóval a kontinensviadalon az első helyen zárt.
Junior világbajnokságon ugyancsak 2005-ben indult először, és két ezüstérmet szerzett hazájának, egyéniben és a váltóval. 2005-ben már a felnőttek mezőnyében is bemutatkozott a világkupában, de csak egy fordulóban állt rajthoz, a váltóban. A következő évtől viszont már állandó tagjává vált az ukrán csapatnak. Legjobb eredményét összetettben a 2008/2009-es szezonban érte el, amikor a tizenharmadik helyen zárt.
Világbajnokságra 2007-ben nevezték először. A 2008-as, Svédországban megrendezett viadalon a második helyen ért célba a váltóval, illetve 2011-ben egyéniben szerzett bronzérmet. További két negyedik helye is van 2008-ból és 2009-ből, mindkettőt a tömegrajtos indítású versenyszámban szerezte.

## Eredményei

### Olimpia
| Év   | Olimpia      | Versenyszám | Versenyszám | Versenyszám   | Versenyszám | Versenyszám | Versenyszám |
| Év   | Olimpia      | Egyéni      | Sprint      | Üldözőverseny | Tömegrajtos | Váltó       |             |
| ---- | ------------ | ----------- | ----------- | ------------- | ----------- | ----------- | ----------- |
| 2010 | Vancouver    | 22          | 34          | 42            | ----        | 6           |             |
| 2014 | Szocsi       | 29          | Bronz       | 10            | 16          | Arany       |             |
| 2018 | Phjongcshang | 63          | 14          | 18            | 24          | 11          |             |

### Világbajnokság
| Év   | Világbajnokság     | Versenyszám | Versenyszám | Versenyszám      | Versenyszám | Versenyszám   | Versenyszám  |
| Év   | Világbajnokság     | Egyéni      | Sprint      | Üldözőverseny    | Tömegrajtos | Váltó         | Vegyes váltó |
| ---- | ------------------ | ----------- | ----------- | ---------------- | ----------- | ------------- | ------------ |
| 2007 | Antholz-Anterselva | 20          | 12          | 20               | 20          | 9             | ----         |
| 2008 | Östersund          | 13          | 35          | Nem állt rajthoz | 4           | 2             | ----         |
| 2009 | Phjongcshang       | 12          | 26          | 19               | 4           | Nem ért célba | ----         |
| 2010 | Hanti-Manszijszk   | ----        | ----        | ----             | ----        | ----          | 6            |

### Világkupa
| Helyezés | 46 | 37 | 13 | 19 |

| 2007/08    | | Östersund Váltó (VB)                                                                                  | |
| 2008/09    | Oberhof Váltó                                                                                         | Hochfilzen Sprint                                                                                     | Vancouver Egyéni                                                                                      |
| 2009/10    | | Oslo Holmenkollen Tömegrajtos                                                                         | |
| 2010/11    | | Hochfilzen Váltó Pokljuka Vegyes váltó Hanti-Manszijszk Váltó (VB)                                    | Hanti-Manszijszk Egyéni (VB)                                                                          |
| 2011/12    | | Hanti-Manszijszk Sprint                                                                               | Ruhpolding Sprint (VB) Hanti-Manszijszk Üldözőverseny                                                 |
| Összesítés | Egyéni: 0 Sprint: 0 Üldözőverseny: 0 Tömegrajtos: 0 Váltó: 1 Vegyes váltó: 0 ------------ Összesen: 1 | Egyéni: 0 Sprint: 2 Üldözőverseny: 0 Tömegrajtos: 1 Váltó: 3 Vegyes váltó: 1 ------------ Összesen: 7 | Egyéni: 2 Sprint: 1 Üldözőverseny: 1 Tömegrajtos: 0 Váltó: 0 Vegyes váltó: 0 ------------ Összesen: 4 |

- O - Olimpia és egyben világkupa forduló is.
- VB - Világbajnokság és egyben világkupa forduló is.